# 双重检查锁定模式
双重检查锁定模式（也被称为"双重检查加锁优化"，"锁暗示"（Lock hint）) 是一种软件设计模式用来减少并发系统中竞争和同步的开销。双重检查锁定模式首先验证锁定条件(第一次检查)，只有通过锁定条件验证才真正的进行加锁逻辑并再次验证条件(第二次检查)。
该模式在某些语言在某些硬件平台的实现可能是不安全的。有的时候，这一模式被看做是反模式。
它通常用于减少加锁开销，尤其是为多线程环境中的单例模式实现“惰性初始化”。惰性初始化的意思是直到第一次访问时才初始化它的值。

## Java中的使用
考虑下面的Java代码（页面存档备份，存于）
```
// Single threaded version

class
 
Foo
 
{

    
private
 
Helper
 
helper
 
=
 
null
;

    
public
 
Helper
 
getHelper
()
 
{

        
if
 
(
helper
 
==
 
null
)
 
{

            
helper
 
=
 
new
 
Helper
();

        
}

        
return
 
helper
;

    
}

    
// other functions and members...

}

```

这段在使用多线程的情况下无法正常工作。在多个线程同时调用getHelper()时，必须要获取锁，否则，这些线程可能同时去创建对象，或者某个线程会得到一个未完全初始化的对象。
锁可以通过代价很高的同步来获得，就像下面的例子一样。
```
// Correct but possibly expensive multithreaded version

class
 
Foo
 
{

    
private
 
Helper
 
helper
 
=
 
null
;

    
public
 
synchronized
 
Helper
 
getHelper
()
 
{

        
if
 
(
helper
 
==
 
null
)
 
{

            
helper
 
=
 
new
 
Helper
();

        
}

        
return
 
helper
;

    
}

    
// other functions and members...

}

```

只有getHelper()的第一次调用需要同步创建对象，创建之后getHelper()只是简单的返回成员变量，而这里是无需同步的。
由于同步一个方法会降低100倍或更高的性能， 每次调用获取和释放锁的开销似乎是可以避免的：一旦初始化完成，获取和释放锁就显得很不必要。许多程序员以下面这种方式进行优化：
1. 检查变量是否被初始化(不去获得锁)，如果已被初始化立即返回这个变量。
2. 获取锁
3. 第二次检查变量是否已经被初始化：如果其他线程曾获取过锁，那么变量已被初始化，返回初始化的变量。
4. 否则，初始化并返回变量。

```
// Broken multithreaded version

// "Double-Checked Locking" idiom

class
 
Foo
 
{

    
private
 
Helper
 
helper
 
=
 
null
;

    
public
 
Helper
 
getHelper
()
 
{

        
if
 
(
helper
 
==
 
null
)
 
{

            
synchronized
(
this
)
 
{

                
if
 
(
helper
 
==
 
null
)
 
{

                    
helper
 
=
 
new
 
Helper
();

                
}

            
}

        
}

        
return
 
helper
;

    
}

    
// other functions and members...

}

```

直觉上，这个算法看起来像是该问题的有效解决方案。然而，这一技术还有许多需要避免的细微问题。例如，考虑下面的事件序列：
1. 线程A发现变量没有被初始化, 然后它获取锁并开始变量的初始化。
2. 由于某些编程语言的语义，编译器生成的代码允许在线程A执行完变量的初始化之前，更新变量并将其指向部分初始化的对象。
3. 线程B发现共享变量已经被初始化，并返回变量。由于线程B确信变量已被初始化，它没有获取锁。如果在A完成初始化之前共享变量对B可见（这是由于A没有完成初始化或者因为一些初始化的值还没有覆盖B使用的内存(缓存一致性)），程序很可能会崩溃。

在J2SE 1.4或更早的版本中使用双重检查锁有潜在的危险，有时会正常工作：区分正确实现和有小问题的实现是很困难的。取决于编译器，线程的调度和其他并发系统活动，不正确的实现双重检查锁导致的异常结果可能会间歇性出现。重现异常是十分困难的。
在J2SE 5.0中，这一问题被修正了。volatile关键字保证多个线程可以正确处理单件实例。（页面存档备份，存于）描述了这一新的语言特性:
```
// Works with acquire/release semantics for volatile

// Broken under Java 1.4 and earlier semantics for volatile

class
 
Foo
 
{

    
private
 
volatile
 
Helper
 
helper
 
=
 
null
;

    
public
 
Helper
 
getHelper
()
 
{

        
Helper
 
result
 
=
 
helper
;

        
if
 
(
result
 
==
 
null
)
 
{

            
synchronized
(
this
)
 
{

                
result
 
=
 
helper
;

                
if
 
(
result
 
==
 
null
)
 
{

                    
helper
 
=
 
result
 
=
 
new
 
Helper
();

                
}

            
}

        
}

        
return
 
result
;

    
}

    
// other functions and members...

}

```

注意局部变量result的使用看起来是不必要的。对于某些版本的Java虚拟机，这会使代码提速25%，而对其他的版本则无关痛痒。
如果helper对象是静态的(每个类只有一个), 可以使用双重检查锁的替代模式惰性初始化模式。查看 上的列表16.6。
```
// Correct lazy initialization in Java

@ThreadSafe

class
 
Foo
 
{

    
private
 
static
 
class
 
HelperHolder
 
{

       
public
 
static
 
Helper
 
helper
 
=
 
new
 
Helper
();

    
}

    
public
 
static
 
Helper
 
getHelper
()
 
{

        
return
 
HelperHolder
.
helper
;

    
}

}

```

这是因为内部类直到他们被引用时才会加载。
Java 5中的final语义可以不使用volatile关键字实现安全的创建对象：
```
public
 
class
 
FinalWrapper
<
T
>
 
{

    
public
 
final
 
T
 
value
;

    
public
 
FinalWrapper
(
T
 
value
)
 
{

        
this
.
value
 
=
 
value
;

    
}

}

public
 
class
 
Foo
 
{

   
private
 
FinalWrapper
<
Helper
>
 
helperWrapper
 
=
 
null
;

   
public
 
Helper
 
getHelper
()
 
{

      
FinalWrapper
<
Helper
>
 
wrapper
 
=
 
helperWrapper
;

      
if
 
(
wrapper
 
==
 
null
)
 
{

          
synchronized
(
this
)
 
{

              
if
 
(
helperWrapper
 
==
 
null
)
 
{

                  
helperWrapper
 
=
 
new
 
FinalWrapper
<
Helper
>
(
new
 
Helper
());

              
}

              
wrapper
 
=
 
helperWrapper
;

          
}

      
}

      
return
 
wrapper
.
value
;

   
}

}

```

为了正确性，局部变量wrapper是必须的。这一实现的性能不一定比使用volatile的性能更高。

## Microsoft Visual C++ 中的使用
如果指针是由C++关键字volatile定义的，那么双重检查锁可以在Visual C++ 2005 或更高版本中实现。Visual C++ 2005 保证volatile变量是一种内存屏障，阻止编译器和CPU重新安排读入和写出语义。 在先前版本的Visual C++则没有此类保证。在其他方面将指针定义为volatile可能会影响程序的性能。例如，如果指针定义对代码的其他地方可见，强制编译器将指针视为屏障，就会降低程序的性能，这是完全不必要的。